# Commanderie du Ruou
La commanderie du Ruou est située dans le département du Var, dans la commune de Villecroze, près de Lorgues, à 7 km à l'est de Salernes et à 12 km à l'ouest de Draguignan).

## Historique
La première mention officielle de la commanderie du Ruou date de 1155. Il s'agit à l'époque de donations, principalement des terres, par des seigneurs locaux. Les Templiers ont le droit de prélever sur ces terres tout le bois, les pierres et l'eau dont ils auront besoin pour s'installer. Le premier commandeur Hugues Raymond s'installa dans la ville de Lorgues en 1170, en attendant que la commanderie du Ruou soit construite. Son successeur Pons de Rigaud pris possession de la commanderie en 1193.
La commanderie connaît un grand essor à partir de 1190 et à peu près jusqu'en 1250 (on ne dénombre que deux donations après cette date). À partir de cette date, le rayonnement du Ruou s'étend dans tout le département. Comme la commanderie de Saint-Maurice, elle fait partie des grosses maisons abritant une communauté moyenne d’une dizaine de frères tandis que les autres sites du Var n’en comptent pas plus de trois.
Au commencement, les frères du Temple ne possédaient que le domaine du Ruou puis petit à petit, ils s'étendirent vers les terres de Salgues et Salguettes. La commanderie tissant sa toile dans la région, l'Ordre commence à avoir des possessions vers le village de Lorgues où ils achèteront une maison en 1190 ainsi que des terres et leurs droits en 1193 et 1205.
Au milieu du XIIIe siècle, la commanderie a terminé son implantation dans la région du Var. Le territoire de la Commanderie, qui s'étendait de la vallée du Verdon à la Méditerranée est ainsi devenue la plus importante de Provence et une des trois principales de France.

## Commandeurs templiers
| Nom du commandeur                    | Dates            | Commentaires |
| ------------------------------------ | ---------------- | --- |
| Hugues Raimond « de Villacrosa »     | 1170             | |
| Pons de Rigaud                       | 1180             | [Maître de province de l'ordre du Temple]. Maître de la baillie de Provence (1184-89), de Provence et parties des Espagnes (1189-95, 1202-06), de France (1197), d'Italie-Provence-et-Espagne (1200) et maître en deçà-mer (1196, 1198, 1202). Il se trouvait à Saint-Jean d'Acre en 1201. |
| Bertrand de Gardanne et Bertrand Ugo | 1195             | Commandeurs conjoints du Ruou cette année-là. |
| Guilhem Jaufré                       | ? - 1200         | Juillet 1200: (la) « W. Jaufridus preceptor domus de Rua » Commandeur de Nice (1202) |
| Bermond                              | 1200-1202        | Il était commandeur de Richerenches en avril 1200, cité comme commandeur du Ruou en décembre de la même année, et en 1202. On le retrouve commandeur de Jalès en 1206 puis comme commandeur de Provence en 1210,. |
| Bernard Aimeric                      | 1203             | Ce templier était vice-commandeur du Ruou cette année-là, frère Bermond étant d'après monsieur Durbec toujours commandeur du Ruou. |
| G. Gralons                           | 1205             | |
| Bernard de Claret                    | 1206 - ?         | Commandeur de Gardeny (1190-95, 1199-1200, 1203-mars 1206, 1215-16) Commandeur d'Alfambra (1197) Commandeur de Novillas (1198-1199) Commandeur de Monzón (1201, 1215) Commandeur de Barbará (1202-1303, 1210-1214) Tenant lieu de maître de la province de Provence & partie des Espagnes (sept. 1216) |
| Bermond                              | 1211             | Vraisemblablement le même individu que pour la période 1200-1202. Plusieurs sources contradictoires, Laurent Dailliez indique que c'est en qualité de commandeur du Ruou qu'il figure lorsque l'évêque d'Antibes accorde aux templiers de Grasse le droit de construire une église (5 juillet 1211). Une autre source indique commandeur de « Brue ». Il se peut que ce soit en tant que commandeur des maisons du Temple en Provence, fonction qu'il occupait en 1210. |
| Roger ?                              | 1215             | |
| Rostang de Comps                     | 1216             | |
| R. Laugier                           | 1222             | |
| Rostang de Comps                     | (1224) 1225-1229 | (la): Rostangnus de Cumba |
| R. Laugier                           | 1229             | |
| Pons Vitrerius                       | 1233             | |
| Rostang de Comps                     | 1235/36          | |
| Pierre de Bouyon                     | 1236-1238        | (la): Petrus de Boisesono (fr): Pierre de Boyeso, de Boysson |
| Ugues de Milmeranda                  | 1241             | (la): Hugo de Milmanda (Miramanda) |
| Rostang de Comps                     | 1248/49          | |
| Rostang de Buis ou Boisso            | 1252-1253,       | (la): Rostagnus de Buxo Commandeur de Saint-Gilles (1254-...) |
| Guillaume de Mujoul                  | 1255             | |
| Raymond l'Alaman                     | 1256             | (la): Raimundus Alamannus |
| Rostang de Buis ou Boisso            | 1260             | |
| Boncarus                             | 1265             | |
| Albert Blacas                        | 1269             | |
| Pierre Geoffroi                      | 1284             | |
| Albert Blacas de Baudinard           | 1298             | |
| Hugues de Rocafolio                  | 1305             | |
| Bertrand de la Selve                 | 1307             | (la): Bertrandus de Silva (fr): Bertrand de la Seauve Reçu en 1280 à Montpellier par Roncelin de Fos, maître en Provence Commandeur de Brulhes (1288-1290), baillie de l'Agenais Commandeur du Puy-en-Velay (1291) Arrêté à Montpellier, emprisonné et interrogé à Alais (Alès) |
| Jaufré de Pierrevert                 | 1308             | (la): Gaufridus de Petraviridi, Goffridus de Petra Viridis, Joffredus de Petra[viridi] (en): Jeffrey of Petra Verde (fr): Geoffroy de Pierrevert (it): Goffredo di Pierrevert Reçu à Castelo Branco, Portugal (pt), c.1275, Maître de la province du royaume de Sicile (1302) Tenant lieu de maître dans les Pouilles (1303) |

## Commandeurs hospitaliers
Une seigneurie ecclésiastique en Provence orientale au Moyen âge.

## Possessions

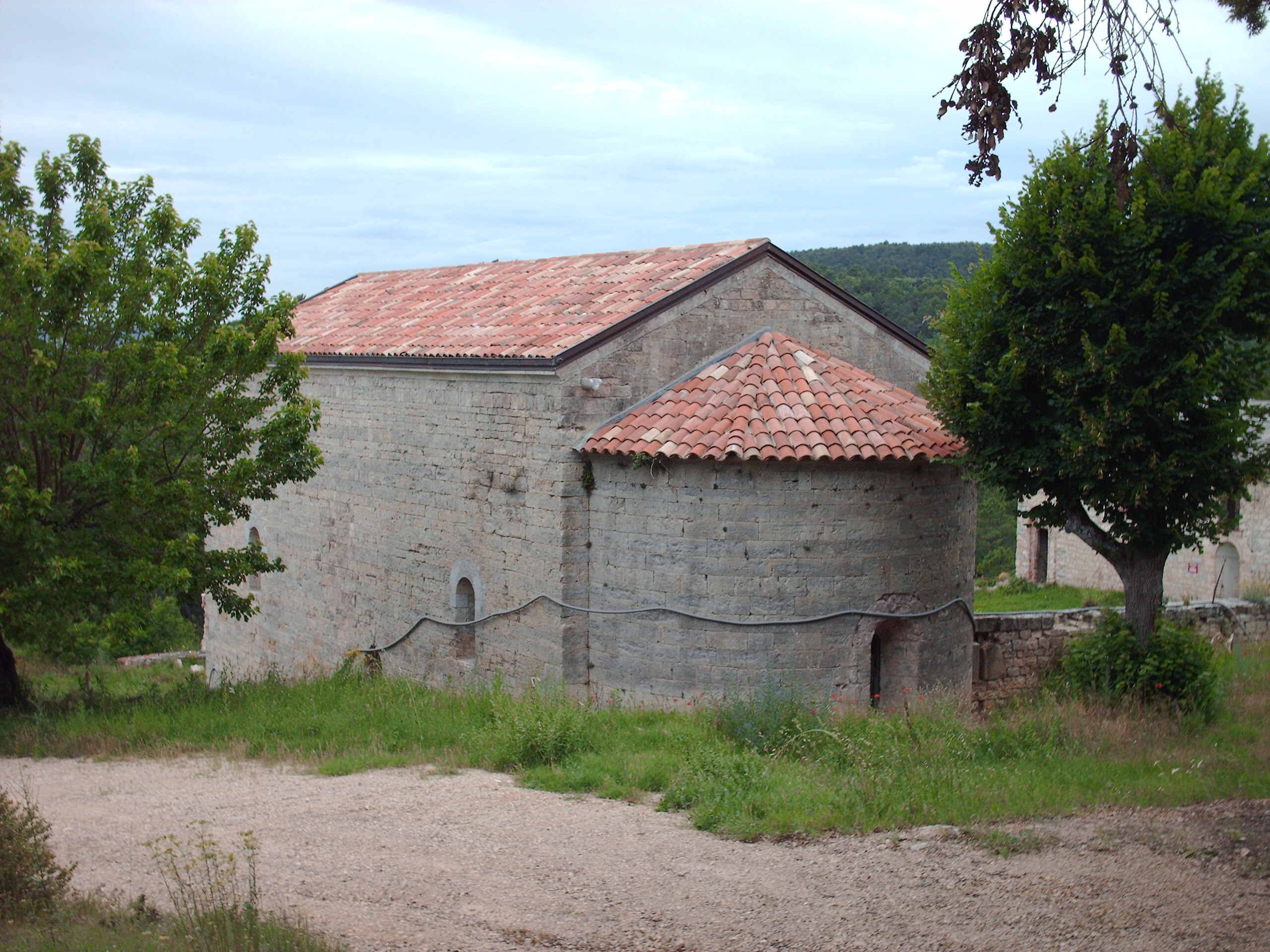
Chapelle restaurée en 2008
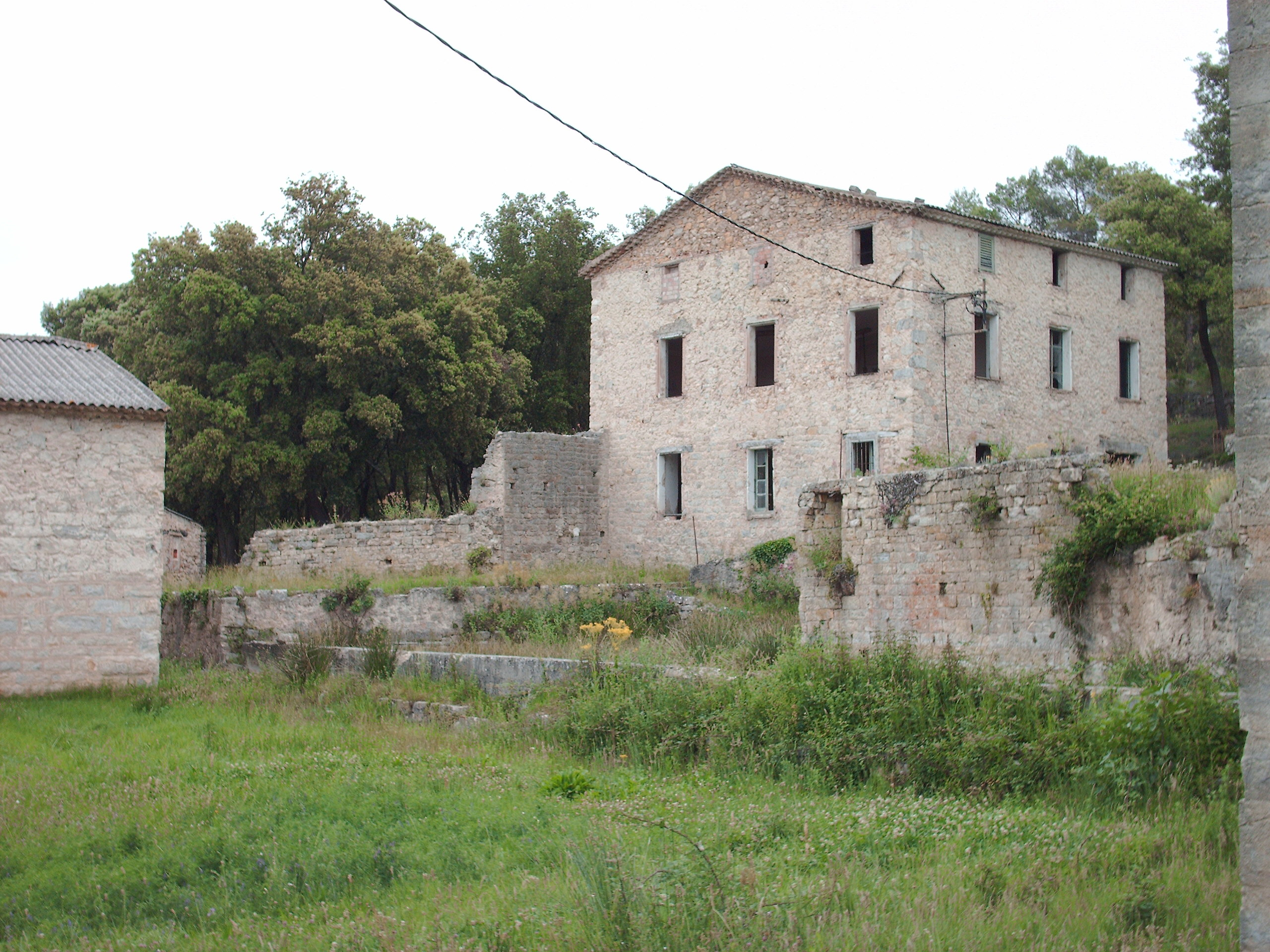
Bâtiment non restauré
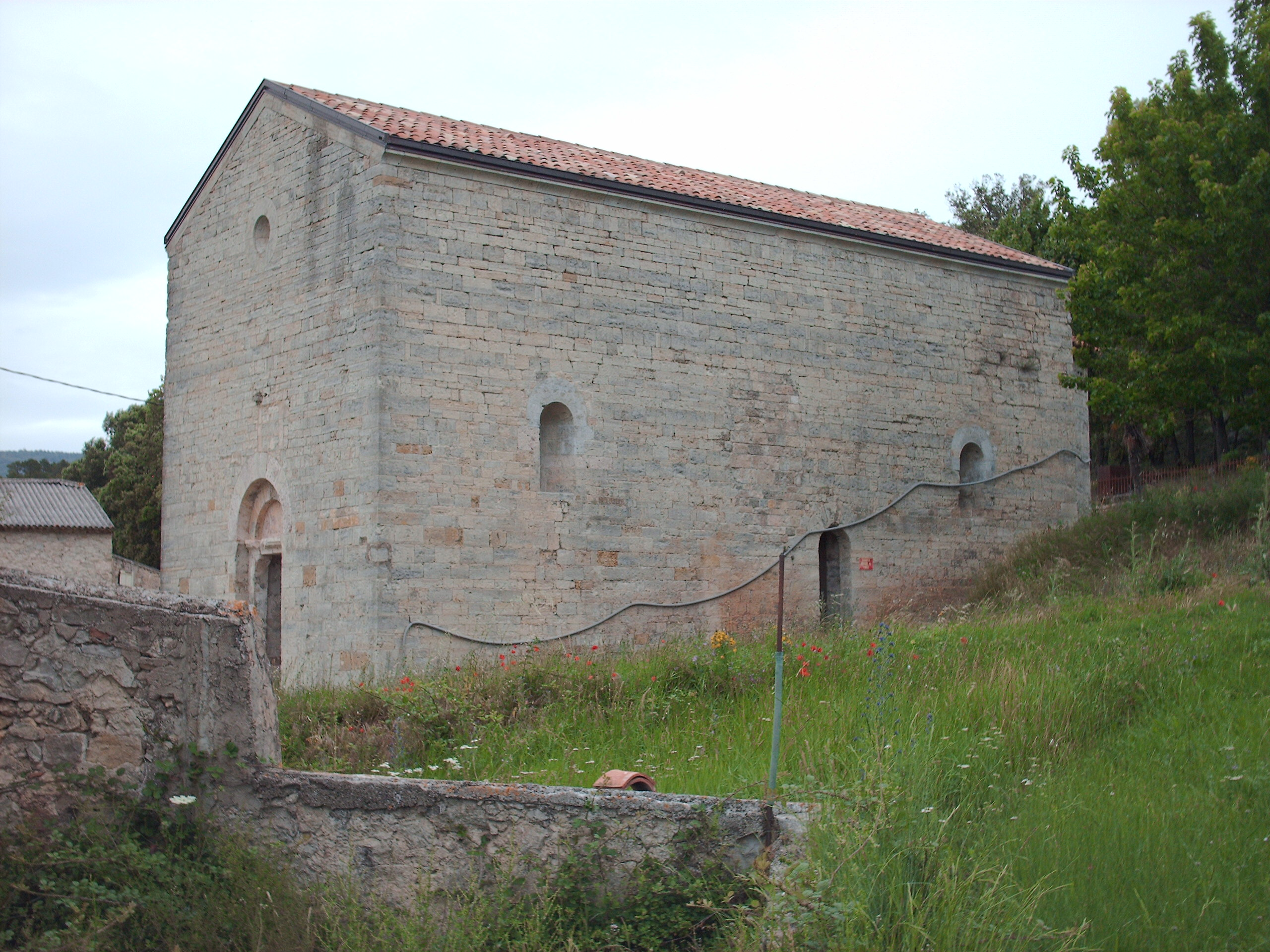
Chapelle côté  sud, restaurée en 2008
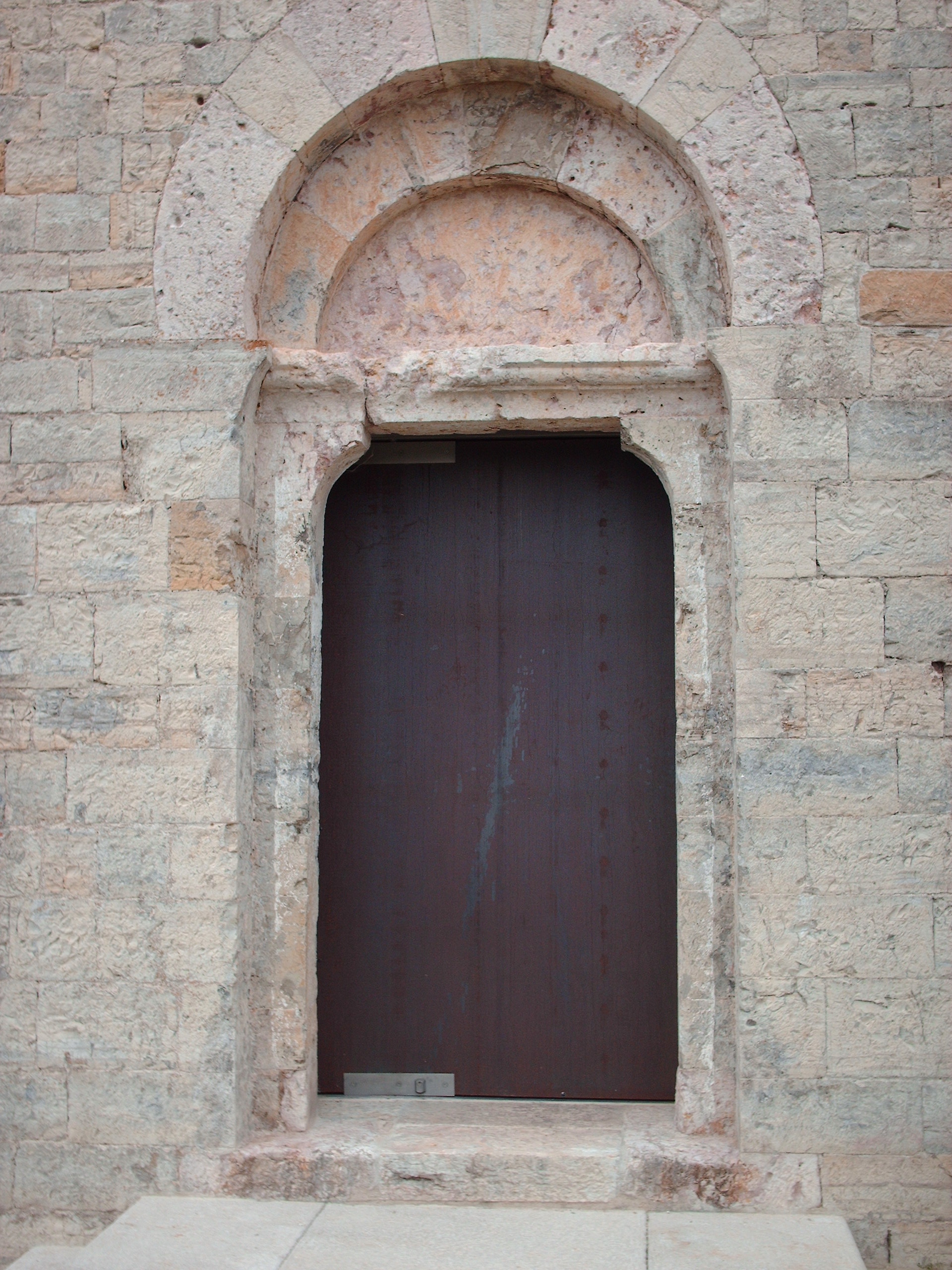
Porte de la chapelle

À la fin de l'implantation et de l'essor économique de la commanderie, celle-ci tient la première place au rang des commanderies de Provence et développe la vie économique de la région de par ses possessions terriennes, en tout mille hectares de terres répartis comme suit,  :
- environ six cents hectares de terres cultivables,
- cent trente hectares de vignes,
- trente-quatre hectares de prés à pâture.

La commanderie du Ruou possédait environ deux-cent-quarante tenures répartie entre: (indiquées sur la carte)
- Callas, Comps, Draguignan, Entrecasteaux, Figanières, Flayosc, La Motte, Lorgues, Montfort, Roquebrune, Salernes, Tourtour[37] et Villecroze

| Localisation des possessions, droits et juridictions de la commanderie dans le Var À la fin du XIIIe siècle Les autres commanderies du Var sont indiquées mais sans leurs possessions |
| --- |
| \| Le Ruou Commanderies Maisons du Temple Tenures, granges, terres Alpes de-Haute-Provence Alpes Maritimes Brignoles Lagnes Lorgues Montfort Peirasson Saintes-Maimes Tourtour Aiguines Ampus Aups Bargemon Cabasse Callas Carcès Cotignac Draguignan Entrecasteaux Figanières Flayosc La Roque-Esclapon Peyroules Salgues Salernes Vérignon Villecroze Bras Hyères Saint-Maurice · (Régusse) Toulon \| |
| Le Ruou Commanderies Maisons du Temple Tenures, granges, terres Alpes de-Haute-Provence Alpes Maritimes Brignoles Lagnes Lorgues Montfort Peirasson Saintes-Maimes Tourtour Aiguines Ampus Aups Bargemon Cabasse Callas Carcès Cotignac Draguignan Entrecasteaux Figanières Flayosc La Roque-Esclapon Peyroules Salgues Salernes Vérignon Villecroze Bras Hyères Saint-Maurice · (Régusse) Toulon       |

## Organisation
Les Templiers en Provence, Formation des Commanderies et répartition géographique de leurs biens.